# Rende (Tainan)
Rende (chinesisch 仁德區, Pinyin Réndé Qū, W.-G. Jen2-te2 Ch'ü1, Pe̍h-ōe-jī Jîn-tek-khu) ist ein Bezirk der regierungsunmittelbaren Stadt Tainan im Südwesten der Republik China auf Taiwan.

## Lage und Beschreibung
Rende liegt am südlichen Rand des Stadtgebiets, unmittelbar der Kernstadt von Tainan (in den Grenzen vor 2010) angrenzend. Der Bezirk hat grob angenähert ungefähr die Form eines spitzwinkligen gleichschenkligen Dreiecks mit Basislänge 8,5 Kilometer und Schenkellänge 11,5 Kilometer. Die südliche Begrenzung wird vom Fluss Erren (二仁溪,  Èrrén Xī) gebildet, der in diesem Bereich gleichzeitig auch die Grenze zur benachbarten Stadt Kaohsiung (Stadtbezirk Hunei) bildet. Die angrenzenden Bezirke in Tainan sind der Südbezirk und Ostbezirk im Westen, Yongkang im Norden sowie Guiren im Osten. Rende liegt im Bereich der Jianan-Ebene und das Terrain ist dementsprechend flach ohne größere Erhebungen.

## Geschichte
Vor Ankunft der europäischen Kolonialmächte in Taiwan war die Gegend von Rende von zu den austronesischen Völkern zählenden taiwanischen Ureinwohnern (zuletzt den Siraya) besiedelt. Im 17. Jahrhundert kam das Gebiet zunächst unter niederländische Herrschaft, danach war es Teil des von Zheng Chenggong begründeten Königreichs Tungning, bis dieses 1683 an das Kaiserreich China fiel. Ab dem 17. Jahrhundert wanderten kontinuierlich Han-Chinesen vom Festland ein, die bald die Bevölkerungsmehrheit bildeten. Nach Ende der japanischen Kolonialherrschaft (1895–1945) wurde Rende eine Landgemeinde (鄉,  Xiāng) im 1946 neu gebildeten Landkreis Tainan. Am 25. Dezember 2010 wurde der Landkreis in die Stadt Tainan eingemeindet und Rende zu einem Stadtbezirk (區,  Qū).

## Bevölkerung
Obwohl Rende nicht zur eigentlichen Kernstadt Tainans gehört, sondern zu den Gemeinden des früheren Landkreises Tainan, ist es relativ stark urbanisiert und gehört zum unmittelbaren Umland der Kernstadt. Die Bevölkerungszahl wächst im Gegensatz zu vielen ländlichen Gebieten auch noch in neuerer Zeit (Bevölkerungszahl 2010: 68.000, 2019: 76.000). Die indigene Bevölkerung macht etwa 0,5 Prozent aus.
| Gliederung Rendes |
|                   |

## Verwaltungsgliederung
Am 29. Januar 2018 und 30. April 2018 erfolgte eine Verwaltungsreform und die Zahl der Ortsteile (里,  Lǐ) wurde von bisher 18 auf 16 verringert.
1. Renhe (仁和里)

2. Ren’ai (仁愛里)

3. Chenggong (成功里)

4. Dajia (大甲里)

5. Erxing (二行里)

6. Bao’an (保安里)

7. Zhongzhou (中洲里)

8. Shanglun (上崙里)

9. Wenxian (文賢里)

10. Houbi (後壁里)

11. Rende (仁德里)

12. Xintian (新田里)

13. Renyi (仁義里)

14. Yijia (一甲里)

15. Tuku (土庫里)

16. Taizi (太子里)

## Verkehr

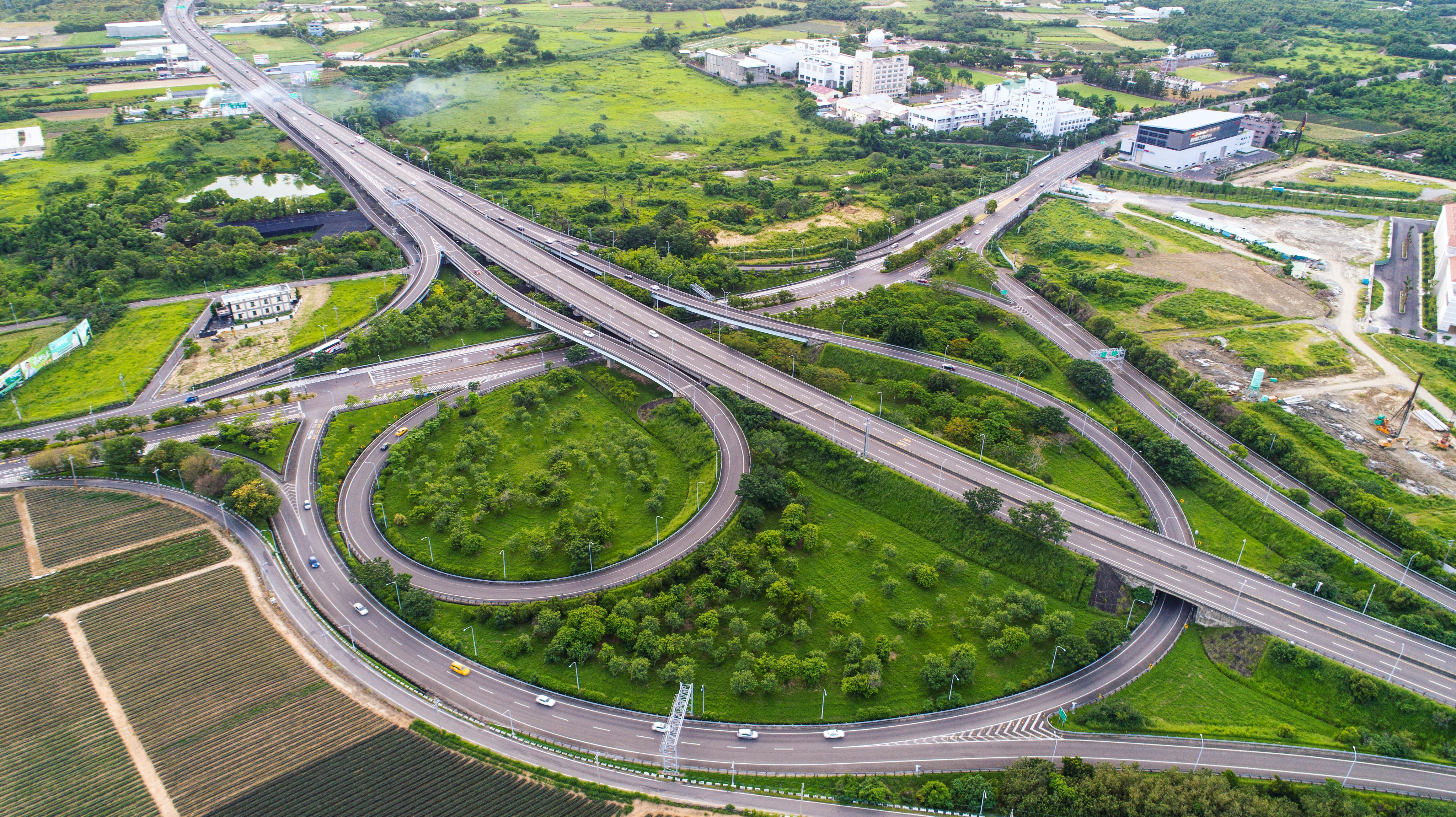
Autobahnkreuzung zwischen der Nationalstraße 1 und der Provinz-Schnellstraße 68

Verkehrsmäßig ist Rende sehr gut erschlossen. In Nord-Süd-Richtung verläuft die Nationalstraße 1 (Autobahn) durch den Bezirk. In der Mitte wird sie von der in Ost-West-Richtung verlaufenden Provinz-Schnellstraße 86 gekreuzt. Etwa 3 Kilometer westlich der Autobahn verläuft die Provinzstraße 1 parallel zu dieser ebenfalls in Nord-Süd-Richtung. Teile des Flughafens Tainan liegen im Bezirk (in den Ortsteilen Chenggong und Ren’ai). In südsüdöstlicher Richtung verläuft die westliche Hauptlinie (Längslinie) der Taiwanischen Eisenbahn, die in Rende drei Haltebahnhöfe aufweist (Bao’an, Rende und Zhongzhou). Im Nachbarbezirk Guiren besteht Anschluss an die Taiwanische Hochgeschwindigkeitsbahn (THSR).

## Wirtschaft
Nicht zuletzt aufgrund seiner guten Verkehrsanbindungen hat sich Rende in der Vergangenheit zu einem Industrie- und Gewerbestandort entwickelt. In Rende sind drei Industriegebiete (工業區,  Gōngyè Qū) ausgewiesen: Xintian (新田), Taiyi (太乙) und
Bao’an (保安). Der Bezirk ist Sitz mehrerer größerer Unternehmen und Produktionsanlagen, u. a. der Chi Mei Corporation. Im Jahr 2018 gab es 1213 Fabriken oder Gewerbebetriebe im Bezirk. Die Landwirtschaft spielt demgegenüber eine geringere Rolle. Im Jahr 2018 wurden hauptsächlich Mais, Reis und Süßkartoffeln angebaut. Auf 135 ha wurde Aquakultur betrieben.

## Hochschuleinrichtungen
In Rende befindet sich der Sitz der privaten Chia-Nan-Universität für Pharmazie (CNU, 嘉南藥理大學,  Jiānán Yàolǐ Dàxué) und der ebenfalls privaten Chung-Hwa-Universität für Medizintechnik (CUMT, 中華醫事科技大學,  Zhōnghuá Yīshì Kējì Dàxué).

## Besonderheiten und touristische Ziele
Im Chimei-Museum (奇美博物館,  Qíměi Bówùguǎn, ) im Ortsteil Chenggong, das auf eine private Stiftung des gleichnamigen Unternehmens zurückgeht und 1992 eröffnet wurde, sind Werke der bildenden Kunst, Musikinstrumente, Waffen und Rüstungen, Antiquitäten, Fossilien etc. ausgestellt. Nahe dem Museum befindet sich der 66 Hektar große Stadtpark Tainan (臺南都會公園,  Táinán Dūhuì Gōngyuán). In Rende gibt es mehrere sehenswerte Tempel, darunter den Ercenghang-Qingwang-Tempel (二層行清王宮, ), der 1798 zur Zeit der Herrschaft Jiaqings gegründet wurde.

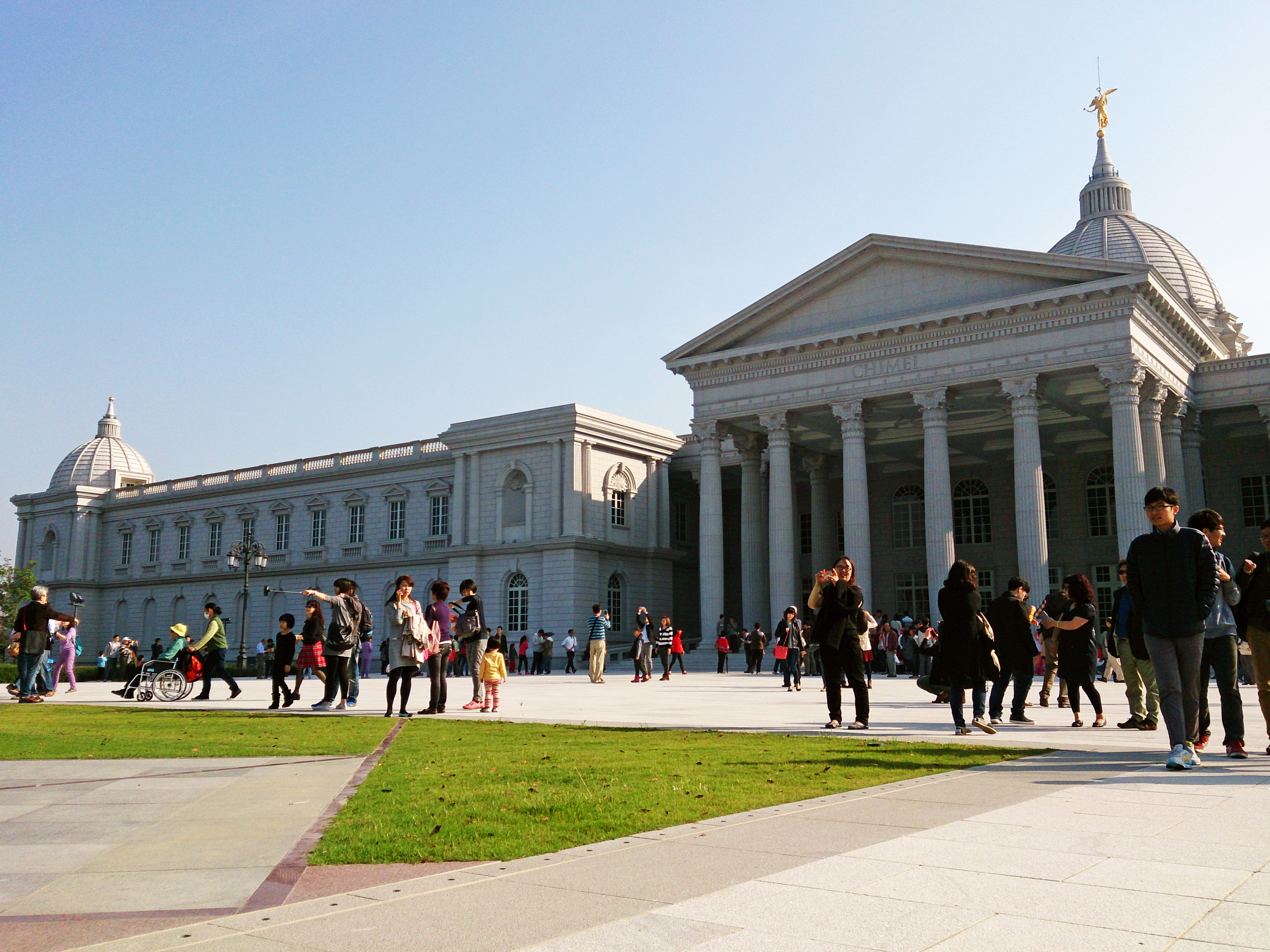
Chimei-Museum
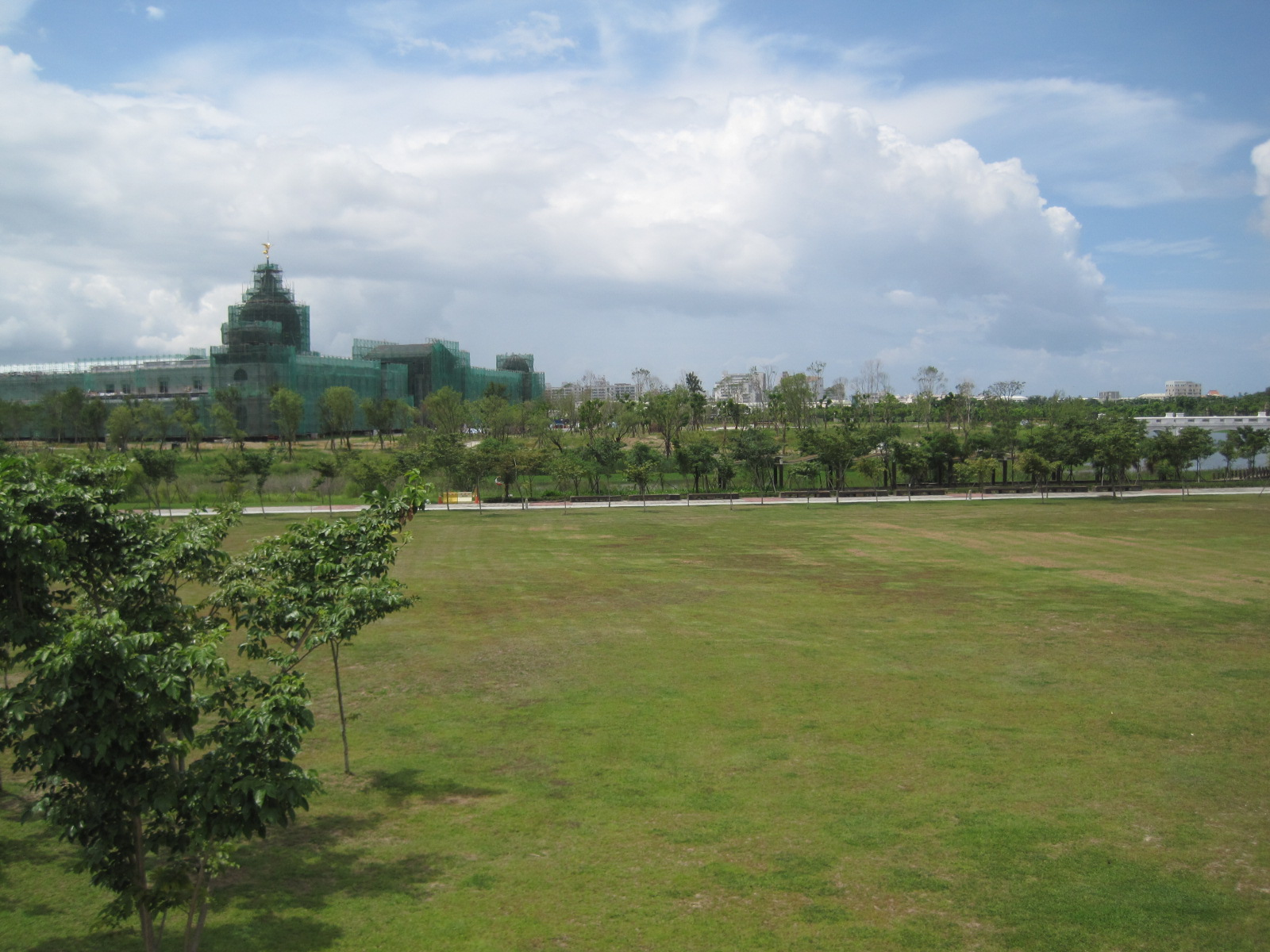
Parkgelände des Stadtparks
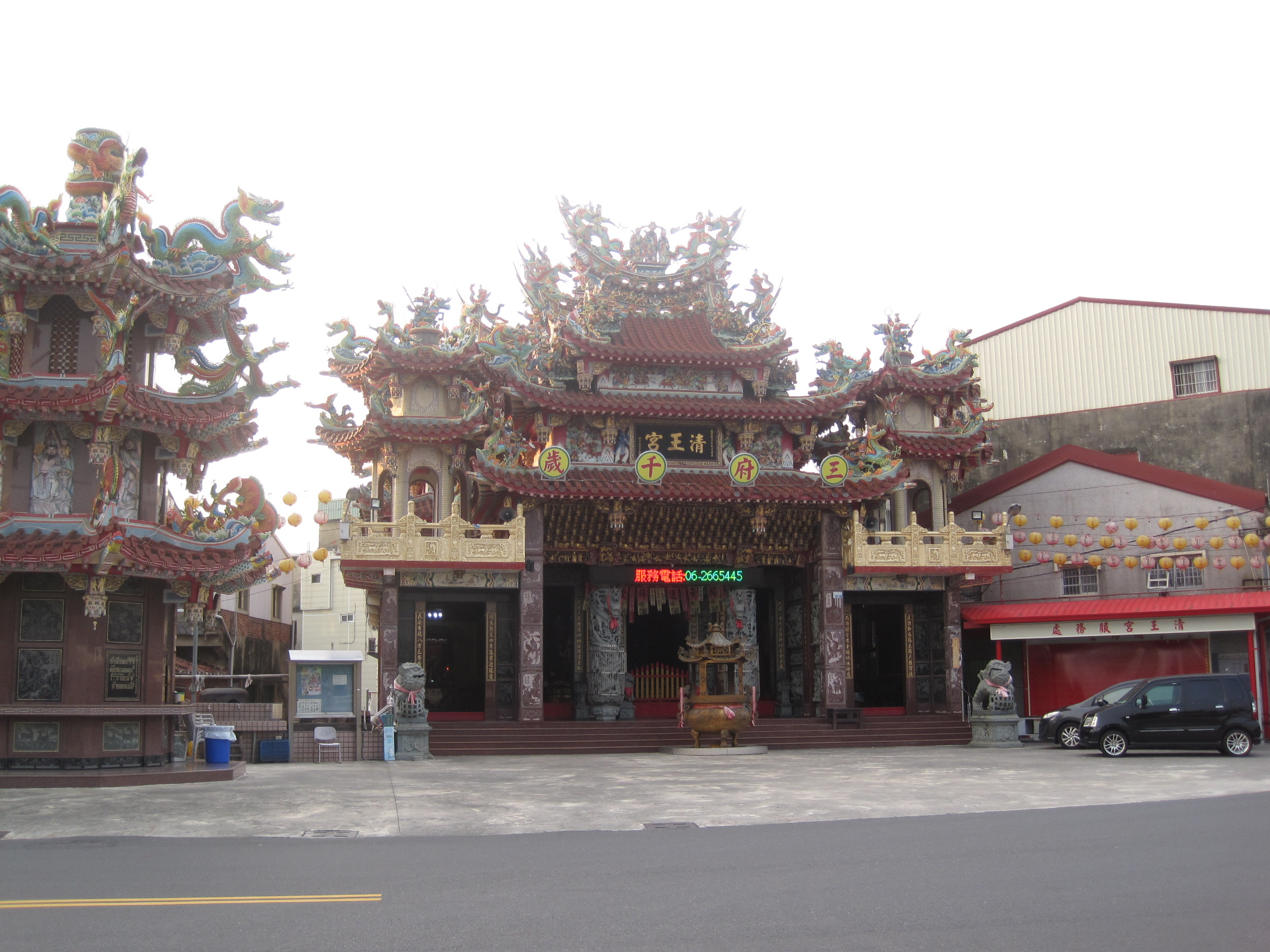
Ercenghang-Qingwang-Tempel